# Бессмертные (фильм, 2002)
«Бессмертные» (англ. Tuck Everlasting) — художественный фильм, созданный в 2002 году режиссёром Джей Расселл по мотивам книги «Вечный Тук» Натали Беббит кинокомпанией Walt Disney Pictures.

## Сюжет
Сюжет вращается вокруг 15-летней Уиннифред Фостер, девушки из богатой семьи. В один жаркий летний день мать и отец Винни сообщают ей о том, что отправляют её в пансион. Из-за этого она сбегает в лес. Там она встречает парня по имени Джес Таг, который пил в то время из источника. Сразу после этого её похищает брат Джеса — Маилс. В доме Тагов она узнаёт об их бессмертии (из-за воды из источника). После её ждет выбор: между бессмертием и смертной жизнью.

## В ролях
- Алексис Бледел — Винни Фостер
- Джонатан Джексон — Джеси Таг
- Бен Кингсли — человек в жёлтом костюме
- Уильям Хёрт — Ангус Таг
- Сисси Спейсек — Май Таг
- Скотт Бэйрстоу — Майлз Таг
- Эми Ирвинг — Мама Фостер
- Виктор Гарбер — Роберт Фостер
- Джулия Харт — Салли Ханавэй
- Ноами Клин — Беатрис Растон

## Критика
На агрегаторе рецензий Rotten Tomatoes фильм получил рейтинг 60 % на основе 121 обзора со средней оценкой 6,3 из 10. Критический консенсус гласит: «Хотя фильм движется медленно, он поднимает большие проблемы и исследует их с осторожностью».